# Divina Misericórdia

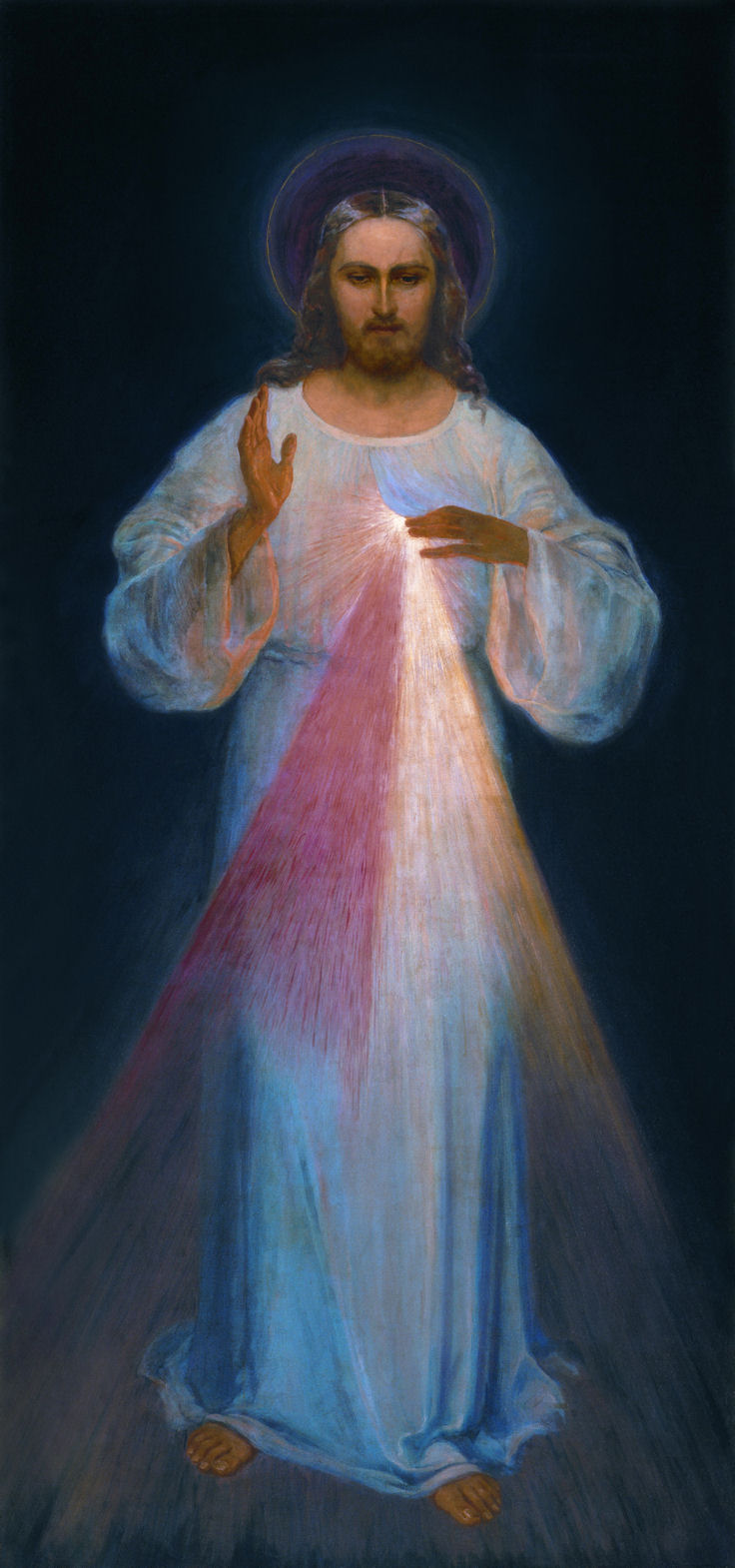
A primeira imagem de Jesus Misericordioso que foi pintada por Eugeniusz Kazimirowski (1934).

Divina Misericórdia é uma forma de compaixão da parte de Deus, um ato de graça baseado na confiança ou no perdão.

## Etimologia
Na Bíblia, misericórdia divina vem da palavra hebraica chesed, que pode ser traduzida como "grande misericórdia", "boa bondade", "benevolência", "amor constante", "aliança fidelidade", "favor", " graça" ou "amor e misericórdia".

## Doutrina

### Antigo Testamento
A palavra hebraica  rah'amim  ( 'רחמים' ) denota um ato de graça baseado na confiança, em um relacionamento mútuo entre duas pessoas que têm obrigações a cumprir resultantes de seus compromissos.

### Novo Testamento
No Sermão da Montanha, Jesus Cristo disse dos misericordiosos que eles receberão misericórdia de Deus e deu exemplos na parábola do Bom Samaritano e na parábola do Credor Incompassivo.

## Catolicismo

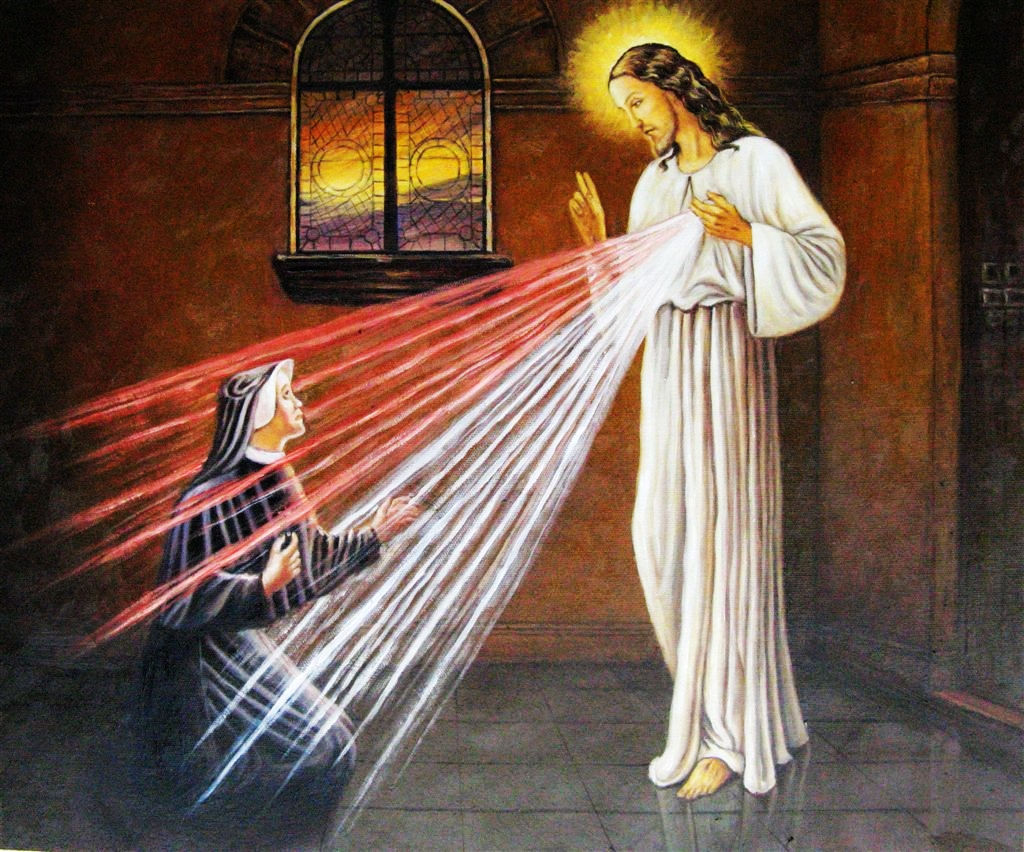
Pintura da aparição de Jesus a Santa Faustina

A divulgação do culto à Divina Misericórdia se deve a Santa Faustina Kowalska, considerada uma das grandes místicas cristãs da Igreja Católica. Em seu Diário, a religiosa relatou ter recebido instruções de Jesus, através de aparições, para que desse a conhecer ao Mundo a Sua Misericórdia. 
Hoje estou enviando-te a toda a humanidade com a Minha Misericórdia. Não quero castigar a sofrida humanidade, mas desejo curá-la estreitando-a ao Meu Misericordioso Coração. [...] Quanto maior for a miséria, tanto mais direito tem à Minha Misericórdia, e [incita] todas as almas à confiança no incompreensível abismo da Minha Misericórdia, porque desejo a todas, salvá-las. A fonte da Minha Misericórdia foi na cruz aberta com a lança para todas as almas − não excluí a ninguém. [...] Quando uma alma se aproxima de Mim com confiança, encho-a com tantas graças, que ela não pode encerrá-las todas em si mesma e as irradia para as outras almas. As almas que divulgam o culto da Minha Misericórdia, Eu as defendo por toda a vida como uma terna mãe defende seu filhinho.— Diário 1588, 1182, 1075
O processo de beatificação desta religiosa se iniciou por iniciativa do então Cardeal Arcebispo de Cracóvia, Karol Wojtyla, e, posteriormente, foi canonizada pelo mesmo bispo, já enquanto Papa João Paulo II.

## Elementos da devoção
Segundo os católicos, Jesus Cristo não apenas ensinou à Irmã Faustina Kowalska os pontos fundamentais da confiança e da misericórdia para com os outros, mas também revelou maneiras especiais para vivenciar a resposta à Sua Misericórdia. A isso chamam de devoção à Divina Misericórdia. A palavra "devoção" significa o cumprimento das nossas promessas. É uma entrega da vida ao Senhor, que é a própria Misericórdia. Entregando a vida à Divina Misericórdia - ao próprio Jesus Cristo - a pessoa se torna instrumento da Sua Misericórdia para com os outros, assim podendo vivenciar o mandamento Bíblico:
«Sede misericordiosos como também vosso Pai é misericordioso.» (Lucas 6:36)
Acreditam ainda, que, através da Irmã Faustina Kowalska, Jesus Cristo deu aos fiéis meios especiais de fazer uso da Sua Misericórdia:
1. a Imagem de Jesus Misericordioso com a inscrição Jesus, eu confio em Vós
2. o Terço da Divina Misericórdia;
3. a Festa do Domingo da Divina Misericórdia;
4. a Oração das três horas da tarde (em memória da hora da Sua Paixão e Morte);
5. divulgando a devoção à Divina Misericórdia.

Esses meios especiais são, segundo os devotos, um acréscimo ao Sacramento da Eucaristia e da Reconciliação que foram dados à Igreja.

## Festa da Misericórdia

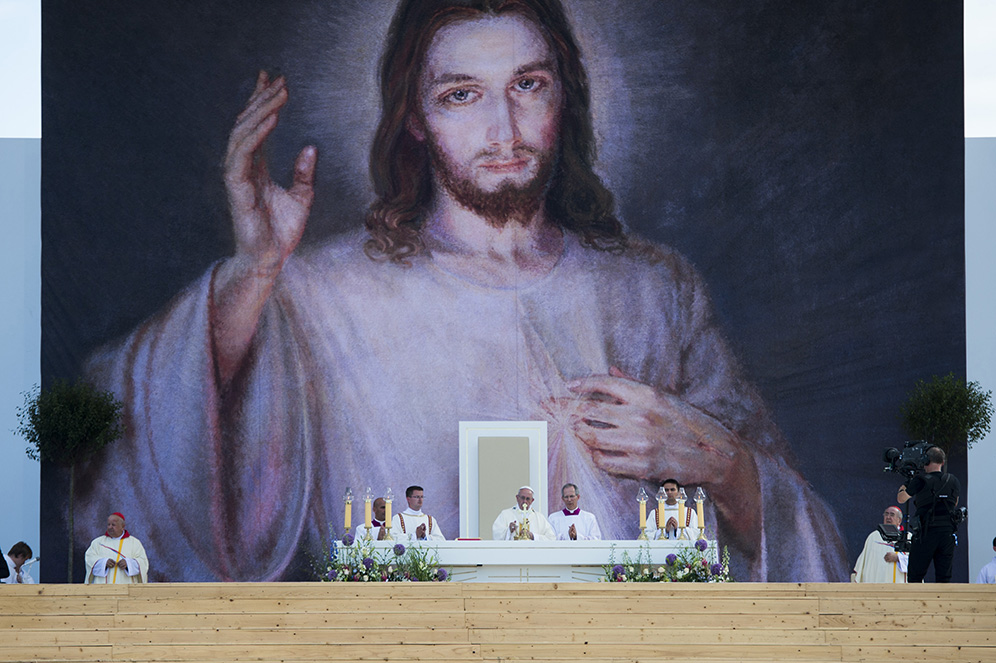
O Papa Francisco a celebrar a santa missa diante da imagem de Jesus Misericordioso nas Jornadas Mundiais da Juventude (2016).

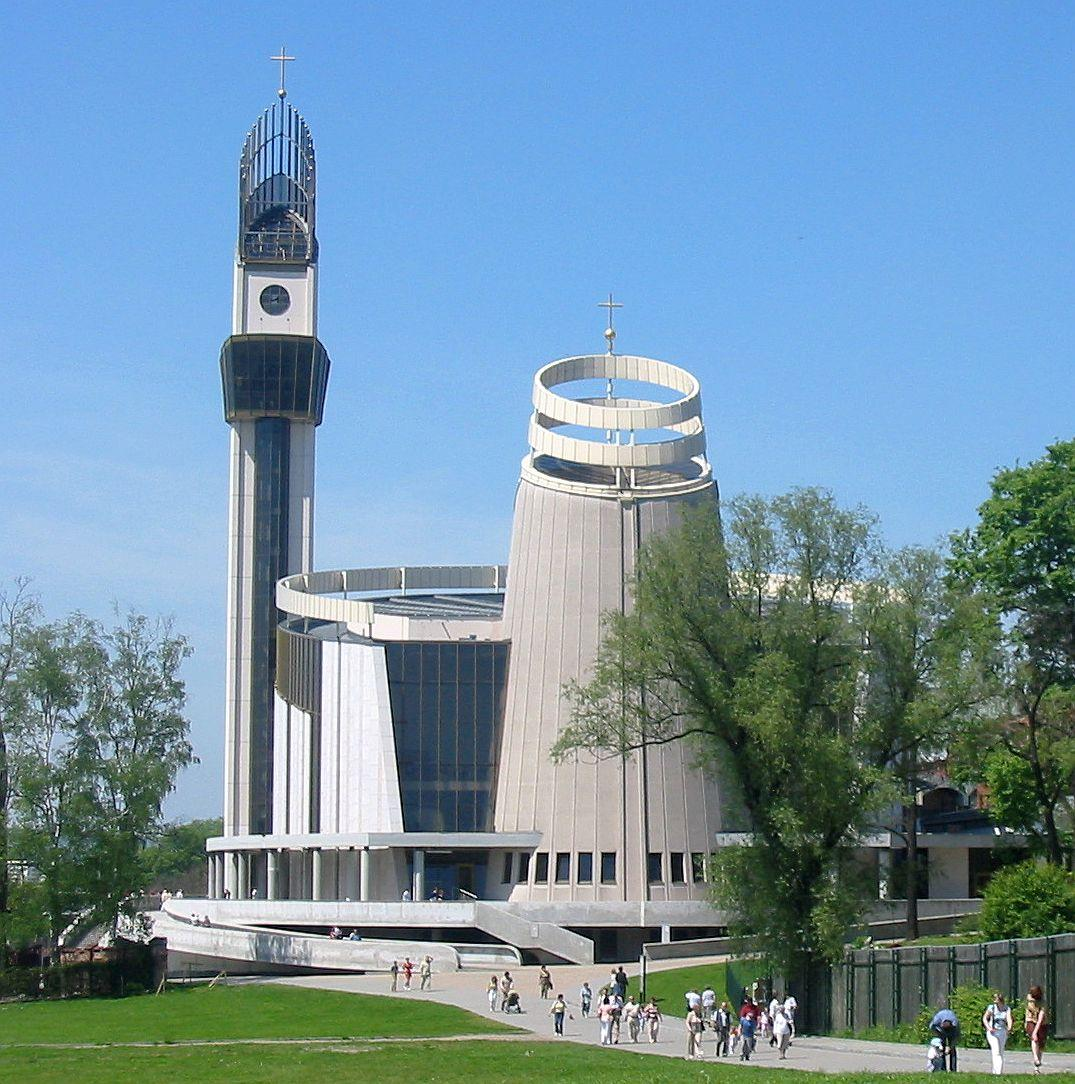
Santuário da Divina Misericórdia em Cracóvia, na Polónia.

O Papa João Paulo II, em 2000, instituiu a Festa da Misericórdia para toda a Igreja, decretando que a partir de então o Segundo Domingo da Páscoa se passasse a chamar Domingo da Divina Misericórdia. Segundo os cristãos, por meio desta apóstola da Misericórdia, a Irmã Faustina Kowalska, Jesus prometeu: 

Desejo que a Festa da Misericórdia seja refúgio e abrigo para todas as almas, especialmente para os pecadores. Neste dia, estão abertas as entranhas da Minha Misericórdia; derramo todo um mar de graças sobre as almas que se aproximam da fonte da Minha Misericórdia. A alma que se confessar e comungar alcançará o perdão total das culpas e das penas. [...] Que nenhuma alma tenha medo de se aproximar de Mim, ainda que seus pecados sejam como o escarlate. A Minha Misericórdia é tão grande que, por toda a eternidade, nenhuma mente, nem humana, nem angélica a aprofundará. Tudo o que existe saiu das entranhas da Minha Misericórdia. Toda alma contemplará em relação a Mim, por toda a eternidade, o Meu amor e a Minha Misericórdia. [...] A humanidade não terá paz enquanto não se voltar à fonte da Minha Misericórdia.— Diário 699

## Terço da Divina Misericórdia
- Orações iniciais:

Pai Nosso... Ave Maria... Credo...
- Nas contas grandes:

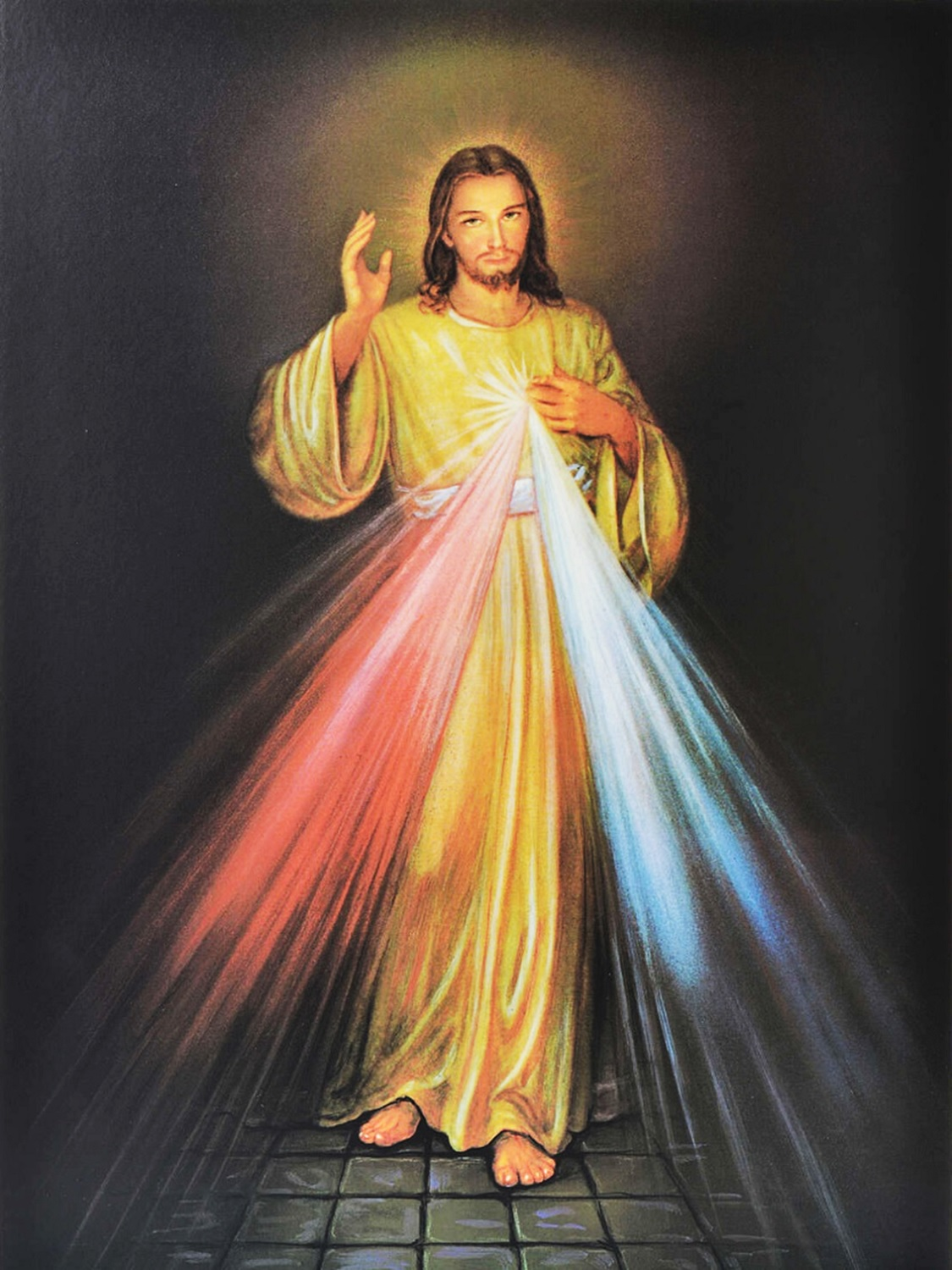
Pintura associada ao culto da Divina Misericórdia e que se tornou conhecida em todo o mundo.

Eterno Pai, eu Vos ofereço o Corpo e o Sangue, a Alma e a Divindade de Vosso muito amado Filho, Nosso Senhor Jesus Cristo,

em expiação dos nossos pecados e dos pecados de todo o mundo. 
- Nas contas pequenas:

Pela Sua dolorosa Paixão, tende Misericórdia de nós e de todo o mundo.
- No final de cada dezena:

Ó Sangue e Água que jorrastes do Coração de Jesus como fonte de misericórdia para nós: Eu confio em Vós!
- Oração final (reza-se três vezes):

Deus Santo, Deus Forte, Deus imortal, tende piedade de nós e de todo o mundo.

## Leituras recomendadas
- Faustina Kowalska, Santa; Diário - A Misericórdia Divina na minha alma. Curitiba: Apostolado da Divina Misericórdia.
- Faustina Kowalska, Santa; Diário - A Misericórdia Divina na minha alma. Chacim, Macedo de Cavaleiros: Edição dos Marianos da Imaculada Conceição.
- Bergadano, Elena; Faustina Kowalska - A Mensageira da Divina Misericórdia. Lisboa: Paulinas Editora.
- Laria, Raffaele; Santa Faustina e a Divina Misericórdia. Lisboa: Paulus Editora.